# فرانك هارفي (لاعب كريكت)
فرانك هارفي (19 ديسمبر 1864 في المملكة المتحدة - 10 نوفمبر 1939) (بالإنجليزية: Frank Harvey)‏ هو لاعب كريكت بريطاني وبريطاني (وحمل سابقاً جنسية المملكة المتحدة لبريطانيا العظمى وأيرلندا). لعب مع نادي مقاطعة هامبشاير للكريكت ‏.

## وصلات خارجية
- فرانك هارفي على موقع إي آس بي آن كريك إنفو (الإنجليزية)